# 霍利迪海茨 (新澤西州)
霍利迪海茨（英語：Holiday Heights）是位於美國新澤西州海洋縣的普查規定居民點。

## 人口
根據2020年美國人口普查的數據，霍利迪海茨的面積為13.02平方千米，皆為陸地。當地共有人口2135人，而人口密度為每平方千米163.98人。